# Маленькие тролли и большое наводнение

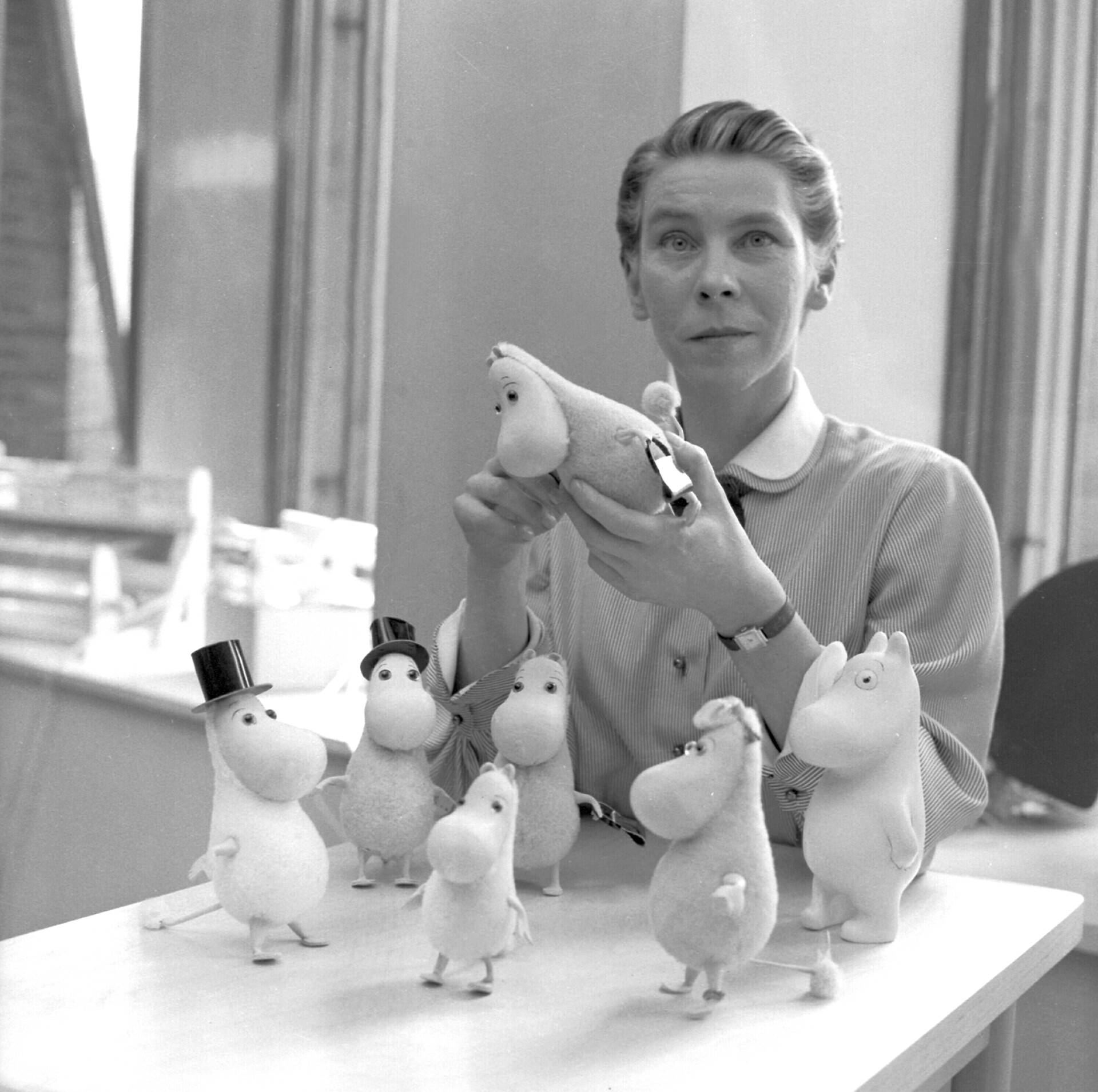
Туве Янссон в 1956 году

«Ма́ленькие тро́лли и большо́е наводне́ние» (швед. Småtrollen och den stora översvämningen) — детская сказка шведоговорящей писательницы из Финляндии Туве Янссон, книга была впервые опубликована в 1945 году, первая книга серии о Муми-троллях.
Книгу Янссон написала во время Зимней войны, когда у неё начался творческий простой. Впервые была издана осенью 1945 года шведским издательством «Söderström & Co» на шведском языке — изначально Янссон написала её на финском, но затем сама же перевела на шведский. Из всех книг цикла эту Янссон считала самой неудачной — поскольку это была первая книга, то ей пришлось пойти на уступки шведским редакторам, которые отвергли её изначальное название «Муми-тролли и большое наводнение», мотивируя тем, что слово «mumintroll» будет для читателей очень непонятным и потому непривлекательным. Тем не менее, сказка не получила особого отклика у читателей и имела только одну положительную рецензию на момент выхода, но в то же время она полноценно положила начало творческой деятельности Янссон, которая очень воодушевилась новым для себя занятием.
Отсутствия интереса в начале в итоге привело к тому, что эта часть цикла почти 50 лет не издавалась нигде за пределами Швеции — в Финляндии она была издана только в 1991 году. Первый русский перевод был выпущен только в 1993 году Людмилой Брауде издательством «Северо-Запад».

## Сюжет
В этой книге читатель впервые знакомится с Муми-троллем, его мамой и маленьким зверьком Сниффом. Муми-тролль и его мама отправляются на поиски уютного местечка, где можно было бы построить дом, по пути, путешествуя через болото, встречают Сниффа (маленького и очень пугливого зверька) и девочку с голубыми волосами Тюлиппу, которая помогает им выбраться из болота, в то время как их преследует большой змей. Выбравшись, они попадают к дому некоего Пожилого господина, в доме у которого росли различные сладости. Вместо солнца у него висит большая лампа.
Они ложатся спать у него, а тот упорно настаивает, чтобы они обосновались жить у него, но Муми-мама отказалась. Они выходят к морскому побережью, где Муми-мама едва не проваливается под землю в результате трудов муравьиного льва. Её спасают Тюлиппа, Снифф и Муми-тролль.
Они видят лодку хатифнаттов, которые всегда куда-то плывут, никто не знает куда. Они залезают к ним на лодку и плывут дальше. По дороге они встречают различных попутчиков, например, Муми-тролля-пловца.
Потом их высаживают на берегу, где на полуостровке была башня. Позже оказалось, что в ней живёт рыжеволосый мальчик, в которого влюбилась Тюлиппа, и он сам в неё. Он спасает всех, кто устал и хочет передохнуть. Он накормил их пудингом, после чего они отправились вперёд.
Когда они вышли из башни, они увидели, что на кресле, которое унесло в море в результате большого наводнения, сидит кошка с котятами. Муми-мама спасает кошку.
После этого они отправляются в Муми-дол, где видят результаты наводнения: звери ходят и находятся в поисках своего имущества.
Они встречают Марабу, который потерял очки, а когда они находят их, то они отдают их ему, и тот из благодарности отвозит их к островку, на котором сидел Муми-папа.
После этого они оседают в Муми-доле.
Произведение имеет некоторые расхождения с последующими книгами: например, в нём говорится о невидимости хатифнаттов (в других книгах хатифнатты видимы), биография Муми-папы несколько расходится с описанной в более поздних произведениях. Муми-тролли на авторских иллюстрациях выглядят несколько иначе, чем «классические» бегемотоподобные муми-тролли. Кстати, Снифф в течение всей книги ни разу не представился.

## Список примечаний
1. 1 2  Internet Speculative Fiction Database (англ.) — 1995.
2. ↑  Туве Янсон. Маленькие тролли и большое наводнение. — Санкт-Петербург, 2006. — С. все. — 19 с.